# Лорд великий камергер
Лорд Великий камергер Англії — шостий із дев'яти найвищих державних чиновників Великої Британії. За рангом нижчий від Лорда-хранителя таємної печатки, але вищий за Лорда Верховного констебля. Лорд Великий камергер відповідає за Вестмінстерський палац (хоча з 1960-х років його влада поширюється лише на королівські апартаменти та Вестмінстерський зал).
На офіційних урочистостях він носить червоний придворний мундир, золотий ключ і білий жезл як атрибути своєї влади.

## Історія виникнення посади
Посада лорда Великого камергера є спадковою. Вперше запроваджена у 1780 році.
Закон Палати лордів 1999 року скасував автоматичне право спадкових перів засідати в Палаті лордів, але ним передбачалося, що на спадкового пера, який обіймає посаду лорда Великого камергера (а також графа-маршала) це правило не розповсюджується.
Посаду спочатку обіймав Роберт Малет, син одного із сподвижників Вільгельма Завойовника. Однак у 1133 році король Генріх I наказав конфіскувати майно і титули Малета та призначив на посаду лорда Великого камергера Обрі де Веру, син якого носив титул  графа Оксфордського. 
Графи Оксфордські майже безперервно носили титул лорда Великого камергера до 1526 року з невеликими перервами через відсторонення від обов'язків деяких графів за державну зраду. Однак у 1526 році чотирнадцятий граф Оксфорд помер, залишивши спадкоємицями своїх тіток.
Графство успадкував спадкоємець-чоловік, троюрідний брат графа Оксфорського. Тогочасний суверен Генріх VIII постановив, що посада належить Короні та не передається разом із титулом графства. Король призначив п'ятнадцятого графа на посаду, однак це призначення вважалося довічним і не передбачало спадкування. 
 
Після смерті п'ятнадцятого графа Оксфордського лордом Великим камергером був призначений Томас Кромвель, головний радник короля.
У 1553 році посада була передана родині Де Вер (шістнадцятому графу Оксфорду) знову без права подальшого успадкування.
Пізніше королева Марія I своїм указом постановила, що графи Оксфордські мають право на посаду лорда Великого камергера на спадковій основі.
Шістнадцятий, сімнадцятий і вісімнадцятий графи Оксфордські обіймали посаду на спадковій основі до смерті вісімнадцятого графа Оксфорда (1626). Після його смерті знову залишився далекий родич-спадкоємець чоловічої статі. Зрештою Палата лордів постановила, що посада належить спадкоємцю Роберту Берті, 14-му барону Віллоубі де Ересбі, який пізніше став графом Ліндсі.
Отже, посаду отримали графи Ліндсі, які згодом стали герцогами Анкастерськими і Кестевенськими.
У 1779 році четвертий герцог Анкастерський і Кестевенський помер залишивши двох своїх сестер спадкоємицями жіночої статі та дядька спадкоємцем чоловічої статі.
Дядько став п'ятим і останнім герцогом, але Палата лордів ухвалила рішення, що обидві сестри разом є лордами Великими камергерами і можуть призначати заступника для виконання посадових функцій.
На сьогоднішній день лордом Великим камергером є Руперт Карінгтон, 7 барон Каррінгтон. До нього з 13 березня 1990 до 8 вересня 2022 цю посаду займав Девід Чолмонделі, 7 маркіз Чолмонделі.